# Biserica Stavropoleos din Moreni
Biserica Stavropoleos din Moreni este un monument istoric aflat pe teritoriul orașului Moreni.